# Edward Robert Hughes

La vigilia de las valkirias, por Edward Robert Hughes.

El pintor Edward Robert Hughes (1851 - 1914) fue sobrino de Arthur Hughes y ayudante en el estudio de William Holman Hunt, donde ayudó a éste en sus últimos trabajos, entre los que figuran la versión de la catedral de San Pablo de La luz del mundo.
Hughes comenzó su carrera entre los prerrafaelistas, y al igual que Edward Burne-Jones, con una clara inclinación hacia el simbolismo. La mayor parte del trabajo de Hughes, llevada a cabo principalmente en acuarelas, muestra la observación meticulosa de la naturaleza.
Estuvo comprometido con la hija de George MacDonald antes de morir.